# A médium
A médium (eredeti cím: Medium) egy 2005-ös amerikai televíziós sorozat, Patricia Arquette főszereplésével. A sorozatban egy látnoki képességekkel rendelkező nő bűncselekmények felderítésében segít. A téma hasonlít a Hatodik érzék c. film történetéhez.

## Történet
|  | Alább a cselekmény részletei következnek! |

Allison Dubois (Patricia Arquette), egy három gyermekes családanya. Fiatal kora óta olyan látomásai vannak, melyekben előre látja a jövőt. Ezt a képességét ártatlan emberek megmentésére használja, a hatóságokkal együttműködve. Az eredetileg jogásznak készülő Allison képességeire felfigyel Manuel Devalos kerületi ügyész (Miguel Sandoval), és miután megbizonyosodik róla, hogy a nő látnoki képességeivel és olykor elhunyt emberekkel való kommunikációval csakugyan képes különböző bűnügyeket felderíteni, felajánlja, hogy dolgozzon az ügyészi hivatalnak, afféle "konzultánsként". Később felbukkan Lee Scanlon nyomozó (David Cubitt) is a történetekben, aki kezdetben szkeptikus Allisont illetően, azonban hamar ő is rájön, érdemes a nő információira hallgatnia. Így oldanak meg különféle bűnügyeket, legtöbbször gyilkosságokat, ám néha az igazság, ami Allison tudomására jut egy-egy ügy kapcsán, más megvilágításba helyezi az elkövető megítélését. Ilyenkor általában az derül ki, hogy az elkövető "jó célért" követte el a bűncselekményt, ezért ilyenkor Allison is hallgat az igazságról, főleg ha a látomásán kívül nincs is más bizonyíték. A problémát mindig is ez jelenti: az álmok, látomások alapján valamilyen kézzelfogható bizonyítékot találni egy bűntény megoldása érdekében. Allison férje, Joe Dubois (Jake Weber) aki légelemzőmérnök, alapvetően jól viseli felesége látomásait, olykor kétségeit. Legtöbbször ő is segíti véleményeivel az aktuális ügy látomásait értelmezni. Reális dolgokkal foglalkozó szakemberként kézenfekvő érvekkel támaszt alá vagy cáfol meg egy problémát, amit Allison álmaiban, látomásaiban látott. A három különböző korú kislány is mint rendesen okoz problémákat a családban, főleg hogy nekik is van az anyjukéhoz hasonló képességük, bár ez ritkábban mutatkozik meg. Vannak még más visszatérő szereplők is, mint Kenneth Push parancsnok (Arliss Howard), a texasi rendőrségtől, vagy Edward Cooper FBI ügynök (Kurtwood Smith), de bizonyos szellemek vagy bűnözők is felbukkannak párszor. De alapvetően mindig Allison látomásainak darabkái segítenek egy ügy megoldásában.
|  | Itt a vége a cselekmény részletezésének! |

## Szereplők
| Szerep                                   | Színész                             | Magyar hang          |
| ---------------------------------------- | ----------------------------------- | -------------------- |
| Allison Dubois                           | Patricia Arquette                   | Nagy-Kálózy Eszter   |
| Manuel "Manny" Devalos kerületi főügyész | Miguel Sandoval                     | Varga T. József      |
| Ariel Dubois                             | Sofia Vassilieva                    | Talmács Márta        |
| Bridgette Dubois                         | Maria Lark                          | Kántor Kitty         |
| Joe Dubois                               | Jake Weber                          | Juhász György        |
| Lee Scanlon detektív                     | David Cubitt                        | Csík Csaba Krisztián |
| Marie Dubois                             | Miranda Carabello Madison Carabello |                      |
| Lynn DiNovi                              | Tina DiJoseph                       |                      |
| Kenneth Push kapitány                    | Arliss Howard                       | Imre István          |
| Edward Cooper FBI-ügynök                 | Kurtwood Smith                      | Szersén Gyula        |
| Debra                                    | Neve Campbell                       |                      |
| Walter Paxton                            | Jason Priestley                     |                      |
| Lily Devalos                             | Roxanne Hart                        |                      |
| Cooper Conroy                            | Arye Gross                          |                      |

## Díjak és jelölések
- Emmy-díj (2005) - Legjobb televíziós sorozat - drámai kategória - legjobb színésznő: Patricia Arquette
- Emmy-díj (2007) - Legjobb televíziós sorozat - drámai kategória - legjobb színésznő jelölés: Patricia Arquette
- Golden Globe-díj (2006) - Legjobb televíziós sorozat - drámai kategória - legjobb színésznő jelölés: Patricia Arquette
- Golden Globe-díj (2007) - Legjobb televíziós sorozat - drámai kategória - legjobb színésznő jelölés: Patricia Arquette
- Golden Globe-díj (2008) - Legjobb televíziós sorozat - drámai kategória - legjobb színésznő jelölés: Patricia Arquette